# La Française des Jeux (wielerploeg)/2001
Deze pagina geeft een overzicht van de wielerploeg Française des Jeux in 2001.
| Naam                 | Geboortedatum | Nationaliteit       | Ploeg 2000     |
| -------------------- | ------------- | ------------------- | -------------- |
| Jamie Alberts        | 17-03-1980    | Verenigd Koninkrijk | Stagiair       |
| Thomas Bodo          | 07-10-1980    | Frankrijk           |                |
| Sandy Casar          | 02-02-1979    | Frankrijk           |                |
| Jimmy Casper         | 28-05-1978    | Frankrijk           |                |
| Patrick D'Hont       | 18-11-1975    | België              |                |
| Samuel Dumoulin      | 20-08-1980    | Frankrijk           | Stagiair       |
| Jacky Durand         | 10-02-1967    | Frankrijk           | Lotto - Adecco |
| Nicolas Fritsch      | 19-12-1978    | Frankrijk           |                |
| Frédéric Guesdon     | 14-10-1971    | Frankrijk           |                |
| Grzegorz Gwiazdowski | 03-11-1974    | Polen               |                |
| Yvon Ledanois        | 05-07-1969    | Frankrijk           |                |
| Régis Lhuiller       | 28-05-1980    | Frankrijk           |                |
| Emmanuel Magnien     | 07-05-1971    | Frankrijk           |                |
| Bradley McGee        | 24-02-1976    | Australië           |                |
| Christophe Mengin    | 03-09-1968    | Frankrijk           |                |
| Sven Montgomery      | 10-05-1976    | Zwitserland         |                |
| Jean-Patrick Nazon   | 18-01-1977    | Frankrijk           |                |
| Franck Perque        | 30-11-1974    | Frankrijk           |                |
| Daniel Schnider      | 20-11-1973    | Zwitserland         |                |
| Nicolas Vogondy      | 08-08-1977    | Frankrijk           |                |

## Teams

### Ronde van Zwitserland
19 juni–28 juni
- [131.] Daniel Schnider
- [132.] Frédéric Guesdon
- [133.] Yvon Ledanois
- [134.] Nicolas Fritsch
- [135.] Emmanuel Magnien
- [136.] Christophe Mengin
- [137.] Jean-Patrick Nazon
- [138.] Franck Perque

1997 · 1998 · 1999 · 2000 · 2001 · 2002 · 2003 · 2004 · 2005 · 2006 · 2007 · 2008 · 2009 · 2010 · 2011 · 2012 · 2013 · 2014 · 2015 · 2016 · 2017 · 2018 · 2019 · 2020 · 2021 · 2022 · 2023 · 2024 · 2025